# Touché !
Pour plus de détails, voir Fiche technique et Distribution.
Touché ! (Gotcha!) est un film américain réalisé par Jeff Kanew, sorti en 1985.

## Synopsis
De passage en France pour des vacances d'apprentissage, un étudiant maladroit en manque de prétendantes féminines se retrouve embringué malgré lui dans une histoire d'espionnage allemand à la suite d'une rencontre passionnée avec une envoûtante étrangère.

## Fiche technique
- Titre français : Touché !
- Titre original : Gotcha!
- Réalisation : Jeff Kanew
- Scénario : Dan Gordon
- Musique : Bill Conti
- Photographie : King Baggot
- Montage : Michael A. Stevenson
- Production : Paul G. Hensler
- Société de production et de distribution : Universal Pictures
- Pays de production :  États-Unis
- Langues : Anglais, Allemand, Russe, Français
- Format : Couleur - Dolby - 35 mm - 1.85:1
- Genre : Espionnage, Comédie
- Durée : 97 min
- Dates de sortie :
  - États-Unis : 3 mai 1985
  - France : 18 septembre 1985

## Distribution
- Anthony Edwards (VF : Jean-François Vlérick) : Jonathan Moore
- Linda Fiorentino : Sasha Banicheck / Sheryl Brewster
- Jsu Garcia (VF : Éric Legrand) : Manolo (crédité sous le nom de Nick Corri)
- Alex Rocco (VF : Marc de Georgi) : Al Moore
- Marla Adams (VF : Arlette Thomas) : Maria Moore
- Klaus Löwitsch : Vlad
- Christopher Rydell : Bob Jensen
- Christie Claridge : L'étudiante hautaine
- Brad Cowgill : Reilly
- Kari Lizer : Muffy
- David Wohl (VF : Mario Santini) : Le professeur
- Irene Olga López : Rosario
- Bernard Spiegel : Le chauffeur de taxi
- Tiina Maria : Heidi
- Francis Lemaire : Le serveur du café

## Anecdote
- Anthony Edwards retrouve le réalisateur Jeff Kanew un an après leur première collaboration sur le film Les Tronches.